# Chloraea gavilu
Chloraea gavilu es una especie de orquídea de hábito terrestre originaria de Chile. Es la especie tipo del género.

## Descripción
Es una orquídea de tamaño medio que prefiere el clima fresco. Tiene hábito terrestre. Florece en la primavera en una inflorescencia con varias flores.

## Distribución
Se encuentra en el centro y sur de Chile. 

## Sinonimia
- Limodorum luteum Lam., Encycl. 3: 516 (1792).
- Cymbidium luteum (Lam.) Willd., Sp. Pl. 4: 106 (1806).
- Epidendrum luteum (Lam.) Poir. in J.B.A.M.de Lamarck, Encycl., Suppl. 1: 374 (1810).
- Chloraea lindleyi Poepp., Fragm. Syn. Pl.: 16 (1833).
- Chloraea sceptrum Rchb.f., Linnaea 22: 862 (1850).
- Asarca sceptrum (Rchb.f.) Kuntze, Revis. Gen. Pl. 2: 652 (1891).
- Chloraea semitensis Phil. ex Kraenzl., Orchid. Gen. Sp. 2: 106 (1904).
- Chloraea lutea (Willd.) Schltr., Orchideen: 94 (1914), nom. illeg.
- Chloraea lotensis Rolfe, Bull. Misc. Inform. Kew 1916: 80 (1916).[2]